# Folc III Nerra

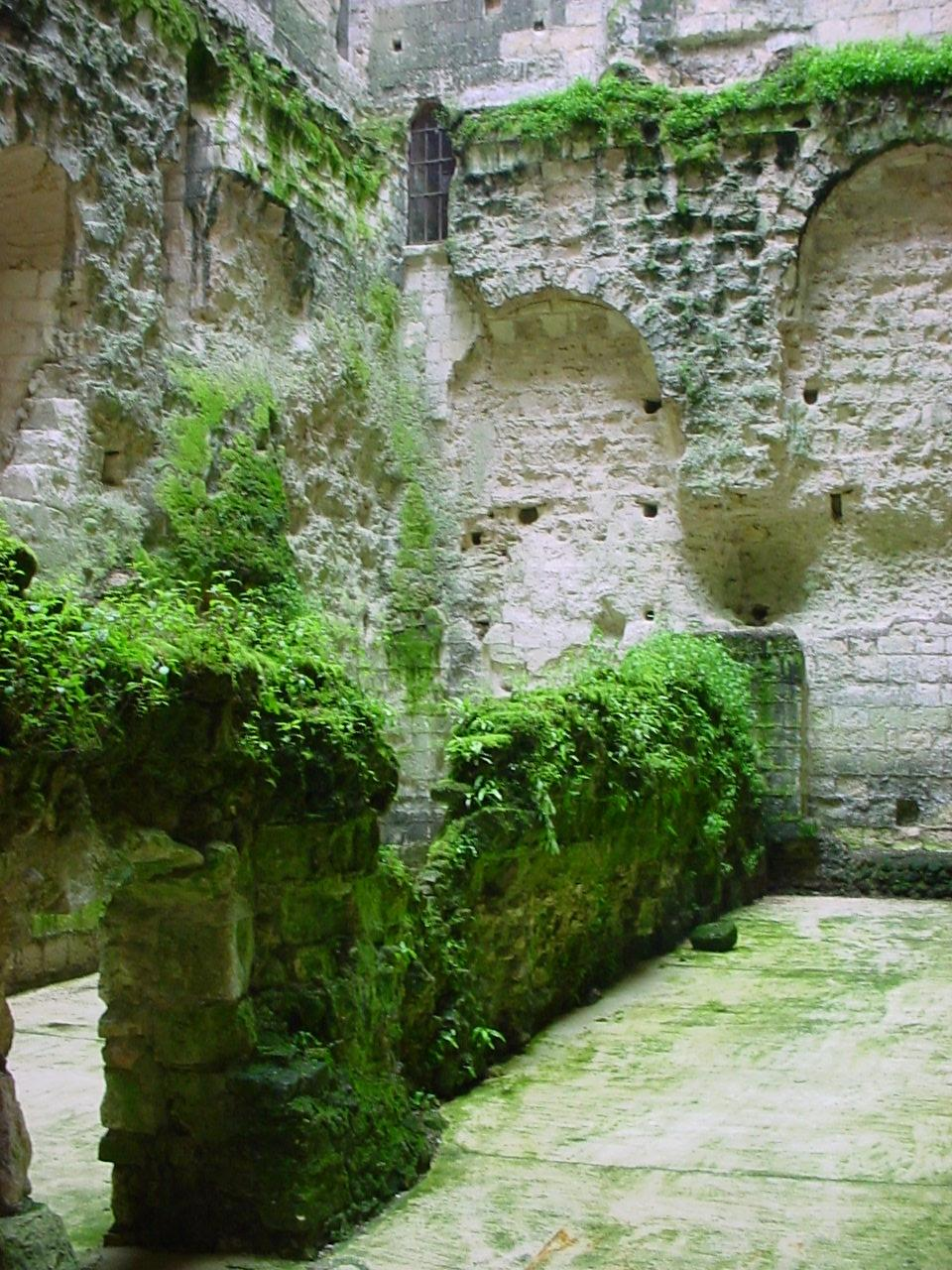
Vestigis del Castell de Loches, una de les nombroses residències de Folc III Nerra.

Folc III Nerra fou el fill i successor de Jofré I Grisegonelle al comtat d'Anjou.
El 988 un atac del seu cunyat Conan de Rennes a Angers va fracassar i a l'aventura van morir dos fills de Conan.
El 991 Blois va conquerir Melun gràcies a la traïció del seu castellà i Folc que era gendre del comte de Vendôme el va ajudar a recuperar-lo junt a forces del rei. Però després de retirar-se les forces reials el comte Eudes de Blois va cridar als seus vassalls (el vescomte de Châteaudun, el senyor de Saumur, i el senyor de Saint Aignan) i va atacar Folc, que va aconseguir la victòria en una batalla complicada (en la que fou fet presoner) i després anà a assetjar Tours que va ocupar, i Eudes va haver de demanar la treva.
El 992 va lluitar altra vegada amb Conan de Rennes que va intentar conquerir Nantes però fou rebutjat pel comte local i per Folc a la batalla de Conquereuil o Conquereaux (27 de juny) i Conan va morir a la lluita i el Mauges fou annexionat a Anjou.
El 996 va morir Eudes de Blois i el va succeir el seu fill Eudes II que va obtenir (pel matrimoni de la seva mare Berta de Borgonya amb el rei Robert el pietós) l'aliança del rei de França, que el va ajudar a reconquerir Tours.
Vidu el 999 es va tornar a casar. Va peregrinar a Terra Santa cap al 1006-1007 i mentre era fora alguns senyors fidels al comte de Blois van atacar els seus dominis així que en tornar va fer atacar Blois per Lisoie de Bazouges i Sulpici de Buzancais.
El 1014-1015 va fer el segon pelegrinatge. El 1016 Blois va iniciar la guerra i es va lliurar batalla a Pontlevoy que va decantar-se per Folc i va seguir una treva d'algun temps més tard trencada.
El 1026, en mig de nous conflictes amb Blois, Folc va conquerir Saumur. El 1034 va fer el tercer pelegrinatge i en tornar va entrar en guerra amb el seu fill Godfred Martell comte de Vendôme i que tenia presa per rebre el comtat d'Anjou. La guerra va durar fins al 1039 i Folc va guanyar. Al mateix any 1039 va reconquerir Montbauzon, ocupat per Blois i va conquerir Chinon.
Va morir el 21 de juny del 1040 quan tornava a peregrinar a Terra Santa.